# Xylocaris
Xylocaris is een kevergeslacht uit de familie van de boktorren (Cerambycidae). De wetenschappelijke naam van het geslacht werd voor het eerst geldig gepubliceerd in 1834 door Dupont in Audinet-Serville.

## Soorten
Xylocaris is monotypisch en omvat slechts de volgende soort:
- Xylocaris oculata Dupont, 1834